# 302 Clarissa
302 Clarissa eller 1929 CK1 är en asteroid i huvudbältet, som upptäcktes den 14 november 1890 av den franske astronomen Auguste Charlois. Det är okänt vem eller vad asteroiden har fått sitt namn efter.
Den tillhör och har givit namn åt asteroidgruppen Clarissa.
Clarissas senaste periheliepassage skedde den 31 oktober 2021. Dess rotationstid har beräknats till 14,38 timmar.